# Richard Laurenson
Richard Philip James Laurenson (ur. 4 lipca 1968 w Hamilton) – nowozelandzki duchowny katolicki, biskup Hamilton od 2023.

## Życiorys
Święcenia kapłańskie otrzymał 12 sierpnia 1995 i został inkardynowany do diecezji Hamilton. Pracował głównie jako duszpasterz parafialny. W latach 2012–2014 był wikariuszem generalnym diecezji, w latach 2014–2015 jej administratorem, a w latach 2014–2023 kanclerzem kurii.
25 października 2023 papież Franciszek mianował go ordynariuszem diecezji diecezji Hamilton. Sakry udzielił mu 8 grudnia 2023 biskup Stephen Lowe.